# Fimbristylis caroliniana
Fimbristylis caroliniana är en halvgräsart som först beskrevs av Jean-Baptiste de Lamarck, och fick sitt nu gällande namn av Merritt Lyndon Fernald. Fimbristylis caroliniana ingår i släktet Fimbristylis och familjen halvgräs. Inga underarter finns listade i Catalogue of Life.